# Segunda División 2020-2021 (Spagna)
La stagione 2020-2021 della Segunda División (detta LaLiga SmartBank per ragioni di sponsorizzazione) è stata la 90ª edizione del campionato di calcio spagnolo di seconda divisione. La stagione regolare è cominciata il 12 settembre 2020 ed è terminata il 30 maggio 2021. Dopo questa, è prevista una fase di play-off per decidere la terza promozione in Liga, suddivisa in semifinali e finali, che vengono disputate in sfide di andata e ritorno. Al contrario, le quattro retrocessioni in Primera División RFEF sono tutte dirette e non prevedono spareggi.
L'Huesca è la detentrice del torneo ed è stato promosso in Primera División assieme al Cadice e, dopo i playoff, all'Elche.

## Stagione

### Novità
Nella stagione precedente ad essere promossi in Primera División sono stati l'Huesca, vincitrice del torneo che torna a disputare la massima serie dopo 2 anni, il Cadice, dopo ben 16 anni d'assenza e dopo i play-off c'è l'Elche dopo 6 anni. Dalla Primera sono scese al loro posto il Leganés, dopo 5 anni trascorsi nella massima serie, il Maiorca, dopo un solo anno dalla promozione ottenuta nella stagione precedente e l'Espanyol, che scende di categoria dopo ben 27 stagioni consecutive di permanenza in massima serie.
Dall'altra parte, a retrocedere in Primera División RFEF sono stati il Deportivo La Coruña, addirittura dopo ben 39 anni trascorsi tra prima e seconda divisione, il Numancia, dopo 11 anni, l'Extremadura UD, dopo 2 anni e il Racing Santander, anch'essa dopo 2 anni. Le neopromosse dalla Segunda División B FC Cartagena, UD Logroñés, Castellón e Sabadell prendono il loro posto in questa stagione.

### Formula
Al torneo partecipano 22 squadre che si sfidano in un girone all'italiana, andata e ritorno contro tutte le altre. Vengono assegnati tre punti per la vittoria, uno per il pareggio e zero per la sconfitta.
Successivamente vengono disputati i play-off, concessi alle squadre che si sono piazzate tra la terza e la sesta posizione al termine della stagione regolare. Quella meglio classificata affronta l'ultima che ha conquistato un posto utile per garantirsi l'accesso alle eliminatorie, mentre la quarta e la quinta si sfidano tra di loro. I vincenti di questi incontri, che vengono stabiliti su match di andata e ritorno, si affrontano nella cosiddetta finale play-off, che determinerà la terza squadra che potrà aver accesso, nella stagione successiva, in Primera División.
A retrocedere sono le ultime quattro squadre classificatesi al termine della stagione regolare; non sono previsti play-out.

## Squadre partecipanti
| Club           | Città                      | Stadio                              | Stagione precedente                        |
| -------------- | -------------------------- | ----------------------------------- | ------------------------------------------ |
| Albacete       | Albacete                   | Estadio Carlos Belmonte             | 17º in Segunda División                    |
| Alcorcón       | Alcorcón                   | Santo Domingo                       | 10º in Segunda División                    |
| Almería        | Almería                    | Estadio de los Juegos Mediterráneos | 4º in Segunda División                     |
| FC Cartagena   | Cartagena                  | Ciudad Deportiva Gómez Meseguer     | Promosso ai play-off di Segunda División B |
| Castellón      | Castellón de la Plana      | Nou Estadi Castalia                 | Promosso ai play-off di Segunda División B |
| Espanyol       | Barcellona                 | RCDE Stadium                        | 20º in Primera División                    |
| Fuenlabrada    | Fuenlabrada                | Estadio Fernando Torres             | 8º in Segunda División                     |
| Girona         | Girona                     | Montilivi                           | 5º in Segunda División                     |
| Las Palmas     | Las Palmas de Gran Canaria | Estadio de Gran Canaria             | 9º in Segunda División                     |
| Leganés        | Leganés                    | Estadio Municipal de Butarque       | 18º in Primera División                    |
| Lugo           | Lugo                       | Anxo Carro                          | 16º in Segunda División                    |
| Maiorca        | Palma di Maiorca           | Visit Mallorca Estadi               | 19º in Primera División                    |
| Malaga         | Malaga                     | La Rosaleda                         | 14º in Segunda División                    |
| Mirandés       | Miranda de Ebro            | Estadio Municipal de Anduva         | 11º in Segunda División                    |
| Ponferradina   | Ponferrada                 | El Toralín                          | 18º in Segunda División                    |
| Rayo Vallecano | Madrid                     | Campo de Vallecas                   | 7º in Segunda División                     |
| Real Oviedo    | Oviedo                     | Estadio Carlos Tartiere             | 15º in Segunda División                    |
| Sabadell       | Sabadell                   | Estadi de la Nova Creu Alta         | Promosso ai play-off di Segunda División B |
| Saragozza      | Saragozza                  | La Romareda                         | 3º in Segunda División                     |
| Sporting Gijón | Gijón                      | El Molinón                          | 13º in Segunda División                    |
| Tenerife       | Santa Cruz de Tenerife     | Heliodoro Rodríguez López           | 12º in Segunda División                    |
| UD Logroñés    | Logroño                    | Estadio Las Gaunas                  | Promosso ai play-off di Segunda División B |

## Allenatori e primatisti
Aggiornato al 15 maggio 2021
| Squadra        | Allenatore                                                                                              | Calciatore più presente | Cannoniere                   |
| -------------- | --- | ----------------------- | ---------------------------- |
| Albacete       | Lucas Alcaraz (1ª-5ª) Aritz López Garai (6ª-17ª) Alejandro Menéndez (18ª-37ª) Francisco Noguerol (38ª-) |                         | Alfredo Ortuño (7)           |
| Alcorcon       | Mere (1ª-11ª) Juan Antonio Anquela (12ª-)                                                               |                         | Marc Gual (5)                |
| Almeria        | José Gomes (1ª-36ª) Cesc Rubí (37ª-)                                                                    |                         | Umar Sadiq (19)              |
| FC Cartagena   | Borja Jiménez (1ª-18ª) Pepe Aguilar (19ª-21ª) Luis Carrión (22ª-)                                       |                         | Rubén Castro (19)            |
| Castellon      | Óscar Cano (1ª-21ª) Juan Carlos Garrido (22ª-)                                                          |                         | Jamelli (7)                  |
| Espanyol       | Vicente Moreno                                                                                          |                         | Raúl de Tomás (22)           |
| Fuenlabrada    | José Ramón Sandoval (1ª-23ª) José Luis Oltra (24ª-)                                                     |                         | Randy Nteka (8)              |
| Girona         | Francisco                                                                                               |                         | Christian Stuani (10)        |
| Las Palmas     | Pepe Mel                                                                                                |                         | Sergio Araujo (9)            |
| Leganes        | José Luis Martí (1ª-22ª) Asier Garitano (23ª-)                                                          |                         | Sabin Merino (9)             |
| Lugo           | Juanfran (1ª-5ª) Mehdi Nafti (6ª-27ª) Luis César Sampedro (28ª-35ª) Rubén Albés (36ª-)                  |                         | Manuel Barreiro Bustelo (11) |
| Maiorca        | Luis García                                                                                             |                         | Amath Ndiaye Abdón Prats (9) |
| Malaga         | Sergio Pellicer                                                                                         |                         | Luis Muñoz Yanis Rahmani (5) |
| Mirandes       | José Alberto                                                                                            |                         | Erik Jirka (5)               |
| Ponferradina   | Bolo |                         | Yuri (11)                    |
| Rayo Vallecano | Antonio Heredia                                                                                         |                         | Isi (8)                      |
| Real Oviedo    | José Ángel Ziganda                                                                                      |                         | Nahuel Leiva (6)             |
| Real Saragozza | Rubén Baraja (1ª-11ª) Iván Martínez Puyol (12ª-18ª) Juan Ignacio Martínez (19ª-)                        |                         | Juan Narváez (9)             |
| Sabadell       | Antonio Hidalgo                                                                                         |                         | Stoichkov (9)                |
| Sporting Gijón | David Gallego                                                                                           |                         | Uroš Đurđević (21)           |
| Tenerife       | Fran Fernández (1ª-13ª) Luis Miguel Ramis (14ª-)                                                        |                         | Fran Sol (9)                 |
| UD Logroñés    | Sergio Rodríguez                                                                                        |                         | Andy (7)                     |

## Classifica finale
|  | Pos. | Squadra        | Pt | G  | V  | P  | S  | GF | GS | DR  |
|  | ---- | -------------- | -- | -- | -- | -- | -- | -- | -- | --- |
|  | 1.   | Espanyol       | 82 | 42 | 24 | 10 | 8  | 71 | 28 | +43 |
|  | 2.   | Maiorca        | 82 | 42 | 24 | 10 | 8  | 54 | 28 | +26 |
|  | 3.   | Leganés        | 73 | 42 | 21 | 10 | 11 | 51 | 32 | +19 |
|  | 4.   | Almería        | 73 | 42 | 21 | 10 | 11 | 61 | 40 | +21 |
|  | 5.   | Girona         | 71 | 42 | 20 | 11 | 11 | 47 | 36 | +11 |
|  | 6.   | Rayo Vallecano | 67 | 42 | 19 | 10 | 13 | 52 | 40 | +12 |
|  | 7.   | Sporting Gijón | 65 | 42 | 17 | 14 | 11 | 37 | 28 | +9  |
|  | 8.   | Ponferradina   | 57 | 42 | 15 | 12 | 15 | 45 | 50 | -5  |
|  | 9.   | Las Palmas     | 56 | 42 | 14 | 14 | 14 | 46 | 53 | -7  |
|  | 10.  | Mirandés       | 54 | 42 | 14 | 12 | 16 | 38 | 41 | -3  |
|  | 11.  | Fuenlabrada    | 54 | 42 | 12 | 18 | 12 | 45 | 46 | -1  |
|  | 12.  | Malaga         | 53 | 42 | 14 | 11 | 17 | 37 | 47 | -10 |
|  | 13.  | Real Oviedo    | 52 | 42 | 11 | 19 | 12 | 45 | 46 | -1  |
|  | 14.  | Tenerife       | 52 | 42 | 13 | 13 | 16 | 36 | 36 | 0   |
|  | 15.  | Real Saragozza | 50 | 42 | 13 | 11 | 18 | 37 | 43 | -6  |
|  | 16.  | FC Cartagena   | 49 | 42 | 12 | 13 | 17 | 44 | 52 | -8  |
|  | 17.  | Alcorcón       | 48 | 42 | 13 | 9  | 20 | 32 | 42 | -10 |
|  | 18.  | Lugo           | 47 | 42 | 11 | 14 | 17 | 38 | 53 | -15 |
|  | 19.  | Sabadell       | 46 | 42 | 11 | 13 | 18 | 40 | 48 | -8  |
|  | 20.  | UD Logroñés    | 44 | 42 | 11 | 11 | 20 | 28 | 53 | -25 |
|  | 21.  | Castellón      | 41 | 42 | 11 | 8  | 23 | 35 | 54 | -19 |
|  | 22.  | Albacete       | 38 | 42 | 9  | 11 | 22 | 30 | 53 | -23 |

Legenda:

      Promosse in Primera División 2021-2022
 Qualificate ai play-off promozione
      Retrocesse in Primera División RFEF 2021-2022
Regolamento:
Tre punti a vittoria, uno a pareggio, zero a sconfitta.
In caso di arrivo di due squadre a pari punti, la graduatoria verrà stilata in base all'ordine dei seguenti criteri:
- Differenza reti negli scontri diretti
- Differenza reti generale
- Reti realizzate in generale

In caso di arrivo di tre o più squadre a pari punti, la graduatoria verrà stilata in base all'ordine dei seguenti criteri:
- Punti negli scontri diretti (classifica avulsa)
- Differenza reti negli scontri diretti
- Differenza reti generale
- Reti realizzate in generale
- Classifica fair-play stilata a inizio stagione

Nel caso un criterio escluda solamente alcune delle squadre, senza quindi determinare l'ordine completo, tali squadre vengono escluse dal criterio successivo, rimanendo così senza possibilità di posizionarsi meglio.

## Play-off

### Tabellone
|  | Semifinali | Semifinali     | Semifinali | Semifinali | Semifinali |  |  | Finale | Finale         | Finale | Finale | Finale |  |
|  |            |                |            |            |            |  |  |        |                |        |        |        |  |
|  | 6          | Rayo Vallecano | 3          | 2          | 5          |  |  |        |                |        |        |        |  |
|  | 3          | Leganés        | 0          | 1          | 1          |  |  | 6      | Rayo Vallecano | 1      | 2      | 3      |  |
|  | 5          | Girona         | 3          | 0          | 3          |  |  | 5      | Girona         | 2      | 0      | 2      |  |
|  | 4          | Almería        | 0          | 0          | 0          |  |  |        |                |        |        |        |  |

Note:
Incontri di andata e ritorno.
Il vincitore viene determinato in base all'ordine dei seguenti criteri:
Miglior differenza reti a favore al termine dei tempi regolamentari
Maggior numero di reti fuori casa al termine dei tempi regolamentari
Miglior differenza reti a favore al termine dei tempi supplementari
Maggior numero di reti fuori casa al termine dei tempi supplementari
Miglior posizione raggiunta in campionato

## Statistiche

### Individuali

#### Classifica marcatori
Aggiornata al 18 maggio 2021
| Gol |  |  | Giocatore               | Squadra         |
| --- |  |  | ----------------------- | --------------- |
| 22  |  |  | Raúl de Tomás           | Espanyol        |
| 21  |  |  | Uroš Đurđević           | Sporting Gijón  |
| 19  |  |  | Sadiq Umar              | Almeria         |
| 19  |  |  | Rubén Castro            | Cartagena       |
| 12  |  |  | José Corpas             | Almeria         |
| 12  |  |  | Javi Puado              | Espanyol        |
| 11  |  |  | Manuel Barreiro Bustelo | CD Lugo         |
| 11  |  |  | Yuri                    | SD Ponferradina |
| 10  |  |  | Cristhian Stuani        | Girona          |
| 9   |  |  | Adrián Embarba          | Espanyol        |
| 9   |  |  | Mamadou Sylla           | Girona          |
| 9   |  |  | Juan Narváez            | Real Saragozza  |
| 9   |  |  | Fran Sol                | Tenerife        |
| 9   |  |  | Amath Ndiaye            | Maiorca         |
| 9   |  |  | Stoichkov               | Sabadell        |